# Przedwiośnie (film 1928)
Przedwiośnie – polski film niemy z 1928 roku, będący pierwszą ekranizacją powieści Stefana Żeromskiego pod tym samym tytułem. Film nie zachował się do dzisiaj.

## Obsada
- Zbigniew Sawan – Cezary Baryka

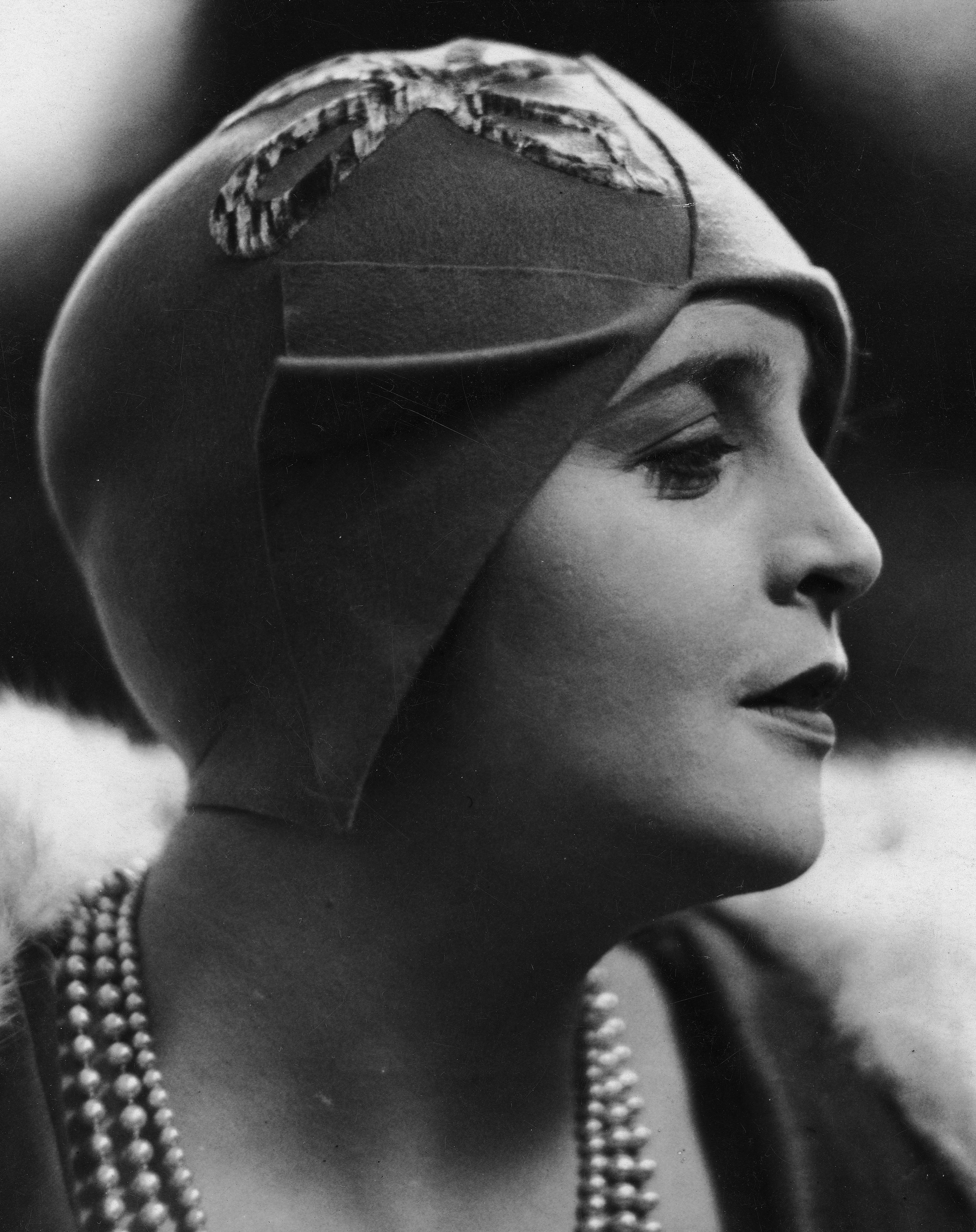
Maria Gorczyńska jako Laura w jednej ze scen filmu.

- Tekla Trapszo – Jadwiga, matka Cezarego
- Stefan Jaracz – Seweryn, ojciec Cezarego
- Jaga Boryta – Wanda Okszyńska
- Maria Gorczyńska – Laura Kościeniecka
- Maria Modzelewska – Karolina Szarłatowiczówna
- Bolesław Mierzejewski – Hipolit Wielosławski
- Bogusław Samborski – Barwicki
- Helena Marcello-Palińska – matka Hipolita
- Władysław Walter – Jędrek
- Janusz Dziewoński – ksiądz Anastazy
- Tadeusz Fijewski – Baryka w młodości
- Maria Chaveau